# Numero di Rossby
Il numero di Rossby (da Carl-Gustav Arvid Rossby, noto anche come numero di Kibel) è un numero adimensionale usato nella descrizione della meccanica dei fluidi nel caso del moto di un fluido influenzato da movimenti rotatori. È utilizzato generalmente nell'ambito dei fenomeni geofisici e atmosferici, nonché nello studio del moto di fluidi all'interno di tubature. Nel primo caso, rappresenta il rapporto fra l'accelerazione inerziale di un corpo e le accelerazioni di Coriolis originate dalla rotazione terrestre.

## Descrizione

### Definizione matematica
Il numero di Rossby viene definito come:
{\displaystyle Ro={\frac {V}{\omega L}}}
dove:
- V è la velocità lineare con cui avviene un fenomeno (ad esempio, la velocità con cui si muove un vento)
- L è una lunghezza che rappresenta la scala su cui avviene il fenomeno
- ω = 2 Ω sin φ è la frequenza di Coriolis, essendo Ω la velocità angolare e φ l'angolo compreso tra l'asse di rotazione e la direzione del flusso.[1] Nel caso particolare di fluidi sottoposti all'azione della rotazione terrestre, Ω è la velocità angolare della rotazione terrestre e φ è la latitudine.

### Interpretazione fisica
Quando il numero di Rossby è grande (perché φ è piccola, come ai tropici e in zone a bassa latitudine, oppure perché la L è piccola, o per grandi velocità) domina la forza centrifuga. Quando il numero di Rossby è piccolo non è possibile trascurare le forze di Coriolis, deve quindi essere considerato il vento geostrofico.